# Legalisation
Unter Legalisation (Wortherkunft: lateinisch-neulateinisch) ist ein förmliches Verfahren im internationalen Urkundenverkehr zu verstehen, bei dem durch die diplomatische oder konsularische Vertretung eines Staates, in dem eine ausländische öffentliche Urkunde zu Beweiszwecken verwendet wird, die Echtheit der Unterschrift, die Eigenschaft, in welcher der Unterzeichner gehandelt hat und gegebenenfalls die Echtheit des beigedrückten Siegels bestätigt werden soll (vgl. die Definition in Artikel 2 des Haager Übereinkommens zur Befreiung ausländischer Urkunden von der Legalisation vom 5. Oktober 1961, BGBl. 1965 II S. 875, 876, Apostille und für den umgekehrten Fall – zur Verwendung einer ausländischen Urkunde in Deutschland – die in § 13 Abs. 2 Konsulargesetz). Durch die Legalisation soll erreicht werden, dass eine ausländische öffentliche Urkunde einer inländischen öffentlichen Urkunde hinsichtlich ihres Beweiswertes gleichgestellt wird.
Die Legalisation wird durch einen auf die Urkunde zu setzenden Vermerk vollzogen. Der Vermerk soll den Namen und die Amts- oder Dienstbezeichnung des Unterzeichners der Urkunde enthalten (§ 13 Abs. 2 Konsulargesetz). Auf Antrag kann, sofern über die Rechtslage kein Zweifel besteht, in dem Vermerk auch bestätigt werden, dass der Aussteller zur Aufnahme der Urkunde zuständig war und dass die Urkunde in der den Gesetzen des Ausstellungsorts entsprechenden Form aufgenommen worden ist (Legalisation im weiteren Sinn; vgl. für die Legalisation ausländischer Urkunden: § 13 Abs. 4 Konsulargesetz).

## Deutschland
Die zur Legalisation zuständigen Vertretungen sind nicht immer in der Lage, diese selbst vorzunehmen. Vielmehr verlangen sie zunächst häufig eine Beglaubigung der Echtheit der Urkunde durch eine Behörde des Staates, aus dem die Urkunde stammt. Soweit deutsche Urkunden im Ausland verwendet werden sollen, ist für die ausländische Vertretung zunächst das Auswärtige Amt als Behörde, mit der sie regelmäßig diplomatisch oder konsularisch verkehren, Ansprechpartner. Das Auswärtige Amt hat aber die Zuständigkeit für Beglaubigungen zum Zweck der Legalisation auf das Bundesamt für Auswärtige Angelegenheiten übertragen. Soweit es sich um Urkunden der Behörden oder Gerichte eines Bundeslandes handelt, wendet sich das Bundesverwaltungsamt zur Zwischenbeglaubigung an die zuständige Landesbehörde, weil dem Bundesverwaltungsamt die Zuständigkeiten und Kompetenzen der einzelnen Landesverwaltungen nicht immer bekannt sind. Diese Zwischenbeglaubigung wird in den meisten Bundesländern durch den Präsidenten des Landgerichtes, in dessen Bezirk die Urkunde ausgestellt wurde, vorgenommen (vgl. bspw. § 19 des Justizgesetzes des Freistaates Sachsen). Meist genügt der Auslandsvertretung schon diese Zwischenbeglaubigung. Falls nicht, nimmt das Bundesverwaltungsamt vor Weiterleitung an die Auslandsvertretung noch eine Endbeglaubigung vor.

## Apostilleverfahren
Dieses formalisierte Verfahren ist auf Grund vertraglicher Vereinbarung (vgl. § 13 Abs. 5 Konsulargesetz) zwischen vielen Staaten durch das wesentlich einfachere Apostilleverfahren ersetzt.

## Einzelfallüberprüfung
Nicht für jedes Land ist die eigentliche standardisierte Legalisation möglich. Zum Beispiel ist diese für Ghana, Indien oder die Philippinen nicht möglich. In diesen Fällen werden die Urkunden durch Hilfskräfte der Botschaft durch Kontrollen vor Ort (Besuch des Geburtsortes, Besuch der Grundschule) auf Plausibilität überprüft. Dies verursacht Gebühren zwischen 190 € (Philippinen) und 700 € (Ghana).

## Einzelbelege
1. ↑  Duden